# Tipton (Iowa)
Pour les articles homonymes, voir Tipton.
La ville de Tipton est le siège du comté de Cedar, dans l’État de l’Iowa, aux États-Unis. Sa population, qui s’élevait à 3 221 habitants lors du recensement de 2010, est estimée à 3 269 habitants au 1er juillet 2020.

## Personnalité liée à la ville
Le paléontologue William M. Furnish est né à Tipton en 1912.